# 3400 Aotearoa
A 3400 Aotearoa (ideiglenes jelöléssel 1981 GX) egy kisbolygó a Naprendszerben. Alan C. Gilmore,  Pamela M. Kilmartin fedezte fel 1981. április 2-án.